# Биркефель
Биркефель (нем. Birkefehl) — поселение деревенского типа в пределах коммуны Эрндтебрюкк (Виттгенштайнер-Ланд, район Зиген-Виттгенштайн, Северный Рейн-Вестфалия, Германия).

## География

### Положение
Поселение расположено на северо-восточной окраине Эрндтебрюкка на пересечении автодорог районного значения К 42 и К49. Здесь в западном направлении начинается долина ручья Биркельбах — притока реки Эдер.

### Соседи
Соседними населёнными пунктами являются:
- Биркельбах (Эрндтебрюкк) - на западе
- Шамедер (Эрндтебрюкк) — на юге
- Бергхаузен (Бад-Берлебург) - на северо-востоке.

С ними имеется прямое автомобильное сообщение.

## История
Территория вокруг Биркефеля была заселена уже в железном веке. Об этом свидетельствует обнаруженный археологами могильник железного века. Нельзя с уверенностью сказать, когда именно это место было снова заселено в средние века. Однако предполагается, что этот процесс происходил, по крайней мере, в XIV веке. В Берлебургском документе 1494 г. это место упоминается в связи с продажей товаров (документ БА № 1249). В то время это место ещё называлось «Биркенфельд». В начале XVI века Биркефель оказался в запустении. Только в 1538 году новое поселение было основано по указанию графа Иоганна VII Виттгенштайна.
В 1781 году Биркефель относился к школьному церковному округу Биркельбах. Расширение произошло в 1819 году, когда поселение было передано солтысу Биркельбаха. С 1845 года Биркефель переходит к администрации Бергхаузена.
Современный Биркефель относится к коммуне Эрндтебрюкк с момента региональной реформы, которая вступила в силу 1 января 1975 года, а до реформы был самостоятельной коммуной  в ранее существовавшем районе Виттгенштайн.

### Динамика численности населения
- 1624: 7 домов
- 1819: 169 жителей в 22 домах
- 1900: 256 жителей
- 1961: 364 жителя[6]
- 1970: 350 жителей[6]
- 1974: 339 жителей[7]
- 1992: 361 житель[8]
- 1995: 358 жителей
- 1997: 378 жителей
- 2000: 385 жителей
- 2002: 394 жителя
- 2005: 384 жителя
- 2007: 386 жителей
- 2010: 380 жителей
- 2012: 379 жителей
- 2018: 344 жителя
- 2020: 336 жителей
- 2023: 334 жителя

## Общественные организации
- Мужской хор "Песенное удовольствие" Биркефеля[9]
- Спортивное стрелковое общество "Магнум Биркефель 1991"[10]
- Стрелковый клуб "Телль" Биркефель[11]
- Молодёжная группа "Братство Биркефеля"[12]
- Добровольная пожарная команда – пожарная группа Биркефель[13]
- Краеведческое объединение "Друзья Родины"[14]
- Женский клуб "Деревенские женщины Биркефеля"[15]
- Деревенская община Биркефеля[16]